# 몽골밭쥐
몽골밭쥐(Microtus mongolicus)는 비단털쥐과에 속하는 설치류의 일종이다. 중국 북동부와 러시아, 몽골에서 발견된다.

## 특징
몽골밭쥐는 몸통 길이가 11.9~13.2cm이고 꼬리 길이는 2.8~3.8cm이다. 뒷발은 17~19cm, 귀 길이는 13~14mm이다. 등 쪽 털은 짙은 적갈색이고 옆구리 쪽은 좀더 연한 색을, 배 쪽은 회색빛을 띤다.

## 생태
밭쥐속의 다른 종처럼 몽골밭쥐에 대한 정보가 거의 알려져 있지 않다. 숲과 숲 스텝지대에서 서식하고 다른 들쥐처럼 초본 식물, 특히 녹색식물과 풀, 땅 속 뿔리와 덩이줄기를 먹는다. 땅 속에 뿌리와 덩이줄기를 저장하고, 최대 2kg까지 보관한다.

## 분포
해발 최대 3,000m 이하의 저고도와 중고도 지역에서 발견되며, 중국 북동부와 러시아, 몽골 북동부 지역 산악 지대에서 서식한다. 중국 분포 지역은 내몽골 자치구와 헤이룽장성, 지린성 북쪽이고, 몽골 지역은 후브스굴산맥 먼크 사딕산과 헨티산맥, 항가이산맥, 몽골 다구르 스텝지대, 이흐향간산맥 등이다.